# 愛の戦士レインボーマン
『愛の戦士レインボーマン』（あいのせんしレインボーマン）は、東宝製作の特撮テレビ番組。川内康範原作。1972年10月6日から1973年9月28日までNET系で毎週金曜日19時30分 - 20時00分に全52話が放送された。平均視聴率は関東地区で15.5%、関西地区で20.5%。その放送に合わせて漫画が雑誌連載されている。
映像でのタイトルは『レインボーマン』だが、エンディングテーマの歌詞、最終話のエンディングでのテロップ、映像ソフトのタイトル、関連商品の記述などでは『愛の戦士レインボーマン』とされている。

## 概要
レインボーマンに変身するヤマトタケシと、日本滅亡を企む死ね死ね団の戦いを描いたテレビドラマ。本作品は東宝がテレビドラマのヒーロー物に初参入した番組である。また1970年代の川内康範原作作品としてはテレビアニメ『正義を愛する者 月光仮面』に次ぎ、川内原作作品としても初の変身ヒーローものである。
原作者の川内は千葉真一が主演した1960年のテレビドラマ『新七色仮面』、『アラーの使者』を本作品の基としているが、単純な勧善懲悪ものではなく、川内の東南アジアにおける旧日本兵の遺骨収集の体験が反映された、数々の特徴をもっている。すなわち、かつて日本に虐待されたと自称する外国人が組織立って日本人に復讐しようとするという敵の設定、祖国が外国から迫害を受けている現実を目の当たりにしながらも、共に戦う仲間を得ることもなく、日本を守るために孤独な戦いを続けるレインボーマンの「祖国愛」、主人公の私生活やヒーローとしての苦悩に重点を置き、主人公をヒーロー番組の人物設定にありがちな完全無欠な性格としていない点、などである。
『レインボーマン』の企画を東宝に提案したのは、『月光仮面』の時代から川内康範と関わりの深かった企画者である萬年社の衛藤公彦であるが、衛藤によれば当作は番組そのものの人気もさることながら商品化収入の面でも莫大な利益を上げたことで、2年目以降の放映延長も可能だった。1年で放送を終えたのは、原作者である川内の意向があったためと語っている。
製作者側が望んだ川内のポリティカルな姿勢は、衛藤の期待通り番組制作全体に及び、有川貞昌は特撮の演出面に関しても、川内から様々な叱咤激励があったと語っている。

### レインボーマン
レインボーマンは変身ヒーローの名前である。レインボーマンは必要とする能力に合わせて、七曜にちなむ7種類の姿に変化（へんげ）し、それぞれの姿にちなんだ超能力を発揮する。単独ヒーローが状況に応じて様々に姿や能力を変化させる要素（フォームチェンジ）は、当時としては斬新なものであり、のちの特撮番組にも応用されている。
キャラクターデザインは、『正義を愛する者 月光仮面』の監督を務めた岡迫亘弘によるものである。岡迫は7種のデザインにあたり一目で見分けられることを心がけている。背面はデザインしておらず、造形側の処理による。
レインボーマンの7つの衣装は、造形会社「開米プロダクション」が担当している。予算の関係で皮革素材は使えず、社長の開米栄三自身が浅草の専門店へ足を運んで伸縮性のある生地（ビニールレザー）を購入し、衣装屋に縫製してもらったそうである。開米によると、原作者の川内が多忙で、打ち合わせはホテルのロビーで行なったとのこと。

### 敵
敵対する勢力は、ヒーローものにありがちな架空の宇宙人や怪人ではなく、日本人を憎悪し日本国家の滅亡と日本人撲殲滅を企む組織死ね死ね団で、現実の外国人によって組織された集団である。第2クールで魔女イグアナと殺人プロフェッショナルを送り込んだのを皮切りに、第3クールでは悪魔武装戦隊（DAC）を結成、第4クールでは部下などを次々とサイボーグ化しレインボーマン抹殺を目論んだ。
いわゆる怪人は登場しないが、殺人プロフェッショナルなど、特殊な能力を持った異形の怪人的なキャラクターは存在している。
メカの描写は、『緯度0大作戦』や『フランケンシュタインの怪獣 サンダ対ガイラ』など東宝特撮映画の特撮シーンを流用している。

## 物語の進行
物語の構成はそれまでの変身ヒーローものの主流であった1話完結方式ではなく、1クール単位で1つのエピソードを構築していく点が大きな特徴となっている。この点を活かし、主人公が力を得て変身能力を獲得し敵組織の存在を初めて知るまでの展開を数話を費やして描くなど、1話完結ものと比して登場人物の心情やドラマ性を丹念に描くことに成功している。

## あらすじ
アマチュアレスリングで名をはせた高校生・ヤマトタケシは小学生のころ、妹を自分の不注意で交通事故に遭わせ、脚に障害を負わせてしまう。その治療費を稼ぐため、格闘技にさらに磨きをかけプロレスラーとなり、有名になって金持ちになるべくタケシはインドの山奥に住む奇蹟の聖者ダイバ・ダッタのもとへと旅立った。折しも第三次印パ戦争の真っ只中であり、負傷したタケシだったが、年老いたダイバはタケシに長年夢に見た伝説の七色の戦士レインボーマンの素質を見出し、タケシを弟子に迎える。
タケシが長く厳しい修行をしながらその地で見たものは、同じ人間同士が傷つき殺しあう民族間の紛争だった。ダイバは死んだ兵士を超能力を用いて蘇らせるが、生き返ったにもかかわらず、再び争いを始める兵士たち。ダイバが諭すと、その神々しさに感銘した兵士たちは武器を捨て故郷へ帰っていった。タケシはダイバの偉大な力に改心し、自分の力を人々の役に立てようと誓う。
やがて月日は流れ、ダイバは老衰しその魂をタケシに委ねて果てた。その直後帰国したタケシは、自分が通っていたレスリングジムの経営者である正造が借金の保証人になっていることを知り、賭博レスリングで資金を稼ぐために単身マカオに飛ぶ。そこでタケシの前に待ち受けていたのは、日本滅亡と日本人撲滅を企む秘密結社・死ね死ね団だった。

## キャスト

### 主人公側
ヤマト タケシ / レインボーマン
演 - 水谷邦久
17歳の城東高校生でアマチュアレスリングの選手。「必殺回転落とし」という技を持ち「下町の黒豹」との異名を持つが、規定の試合に飽き足らず関東大会の決勝戦でこの技を使用し、4人もの怪我人を出してしまったためにレスリング部を除名された。その後プロ入りを目指すも、プロには「必殺回転落とし」が通用しなかった。
アマチュアレスリング時代の先輩・堀田からインドの山奥に住む聖人ダイバ・ダッタの話を聞き、強くなるため日本を離れてダイバの弟子となった。1年間の苦しい修行の末、人類愛に目覚め、レインボーマンとなった。
当初は典型的な軽い感じの若者で自信過剰な乱暴者だったが、死ね死ね団との死闘を繰り広げていくことで人間的に成長し、沈着冷静になった一方、次第にどこか陰のある青年となり、正体を明かすこともできずに苦悩する。
第9話で死ね死ね団員にキャッツアイ入りの飲料を飲まされて狂気に陥ったうえ、続く第10話で死ね死ね団配下の医師の手で完全に狂人になってしまったが、ヨガの眠りで毒素を排出して回復する。
ダイバ・ダッタ
演 - 井上昭文
インドのヒマラヤ奥地に棲む150歳の聖者。提婆達多がモチーフ。現地の人々にも信仰されており、様々な超能力を持つ。
タケシに七色の戦士「レインボーマン」の素質を見出し、修行させる。やがて老衰を悟り、死に際にレインボーマンを伝授する。死後も霊体がタケシの夢枕に立ち助言を与える。また、タケシの最大の弱点であるヨガの眠りの最中のピンチには、実体化しタケシを温泉に入れて凍傷から救ったり、殺人プロフェッショナルのアイスリーを幻影で惑わしたり、タケシの目の前に現れ新しい技を伝授したりすることもある。
「寿命が来た」と語り一度は完全に消滅したが、その後の素行から、生きているのか死んでいるのか判らない、得体の知れない存在となっている。タケシには「お師匠」と呼ばれている。
ヤマト たみ
演 - 本山可久子
タケシとみゆきの母。「おふくろ」というおにぎり屋を一人で経営している。タケシがレインボーマンだとは知らず、危ない目に遭い夜になっても度々帰ってこない息子を常に心配している。
ヤマト みゆき
演 - 石川えり子
タケシの妹。兄思いの優しい少女。幼少のころタケシと遊んでいる時に交通事故で怪我をし、足に障害を負ってしまい松葉杖の生活を強いられている。タケシはみゆきが怪我を負ったのは自分のせいだと常に自分を責め続け、いつか格闘技で大金を稼ぎ治療してやろうとしている。最終話にて足の手術を受けるために海外へ旅立った。
ヤマト 一郎
演 - 小泉博
タケシとみゆきの父で日洋新聞社の記者。海外特派員として東南アジアに出張してから消息が絶え、8年もの間行方不明になっていたが、実は死ね死ね団の存在を知って、彼らの手掛かりを追っていたために囚われていた。ミスターKを「ミスター狂人」と罵ったこともある。
レインボーマンをおびき出すために利用され、タケシは日本国民の未来と父親を天秤に掛けざるを得なくなり苦悩する。第26話にてタケシと共に死ね死ね団の海堡基地を壊滅させるも、ミスターKの凶弾を浴びて死亡。第22 - 26話に登場。
ヤマト 久蔵
演 - 増田順司
タケシの祖父。九州の朝霧高原で、示現流剣道部師範剣王塾を主宰する。怪我の影響で術が使えなくなったタケシの焦りを看破し、無の心を示唆する。第43 - 45話に登場。
淑江
演 - 伊藤めぐみ
タケシの恋人。父である正造の経営する保育園「どんぐり園」の保母を務めている。父と二人暮らし。芯が強くしとやかな性格。死ね死ね団と戦うタケシを案じつつも見守っている。本名は水野淑江。
レスキの正造
演 - 村田正雄
タケシの通うレスリングジムと保育園「どんぐり園」の経営者で、べらんめえ口調が特徴。「レスキ」とは「レスリングきちがい」の意味。借金の抵当として保育園を取られようとしていた。タケシをプロレスラーに育て上げたかったらしい。本名は水野正造。
堀田
演 - 黒木進
タケシの先輩で良き相談相手。ガソリンスタンドに勤めている。ダイバ・ダッタの噂をタケシに教えた。アマチュアレスリングのチャンピオンであり、「逆噴射投げ」という得意技を持っていたらしい。友人の北村刑事と共に死ね死ね団の存在を知るが、しだいにタケシとは疎遠になっていった。第28話まで登場。
吉岡
演 - 倉田始
城東高校レスリング部のキャプテン。タケシのレスリングを野獣の格闘と批判し、タケシに退部を言い渡した。しかし27話でタケシと再会した際には、2人はまるで親友のように接し合っている。また47話では死ね死ね団によって人間サイボーグにされてしまい、タケシを襲撃したが、レインボーマンの解毒の術で元に戻った。第1話のオープニングクレジットでは「片山」と表記されていた（劇中未呼称）。第27 - 29話、第47話にも登場。
ヤッパの鉄
演 - 山崎純資
元は仁侠一家という暴力団に属し、レスキの正造に借金の取り立てに来たやくざだったが、タケシに惚れ込み足を洗い、おでん屋を開業した。副業として牛乳配達もしている。事件の情報をいち早くタケシに伝える情報屋。タケシのことを「兄貴」と呼んでいる。イグアナに魔法で犬にされたこともあった。ヤッパとは刃物のこと。
さくら
演 - 鷲尾真知子
弟のロコとともにマカオに住む少女。父親は日本人の記者で5年前に殺人ショーを調査するうちに外国人の運転する自動車に轢かれて死亡。ヤマト一郎のことも知っていた。オートバイにも乗れる。
チンピラに絡まれていたところをタケシに助けられ、以後タケシに協力するが、死ね死ね団の凶弾に倒れて死亡する。第4 - 5話に登場。
ロコ
演 - 佐瀬陽一
さくらの弟。タケシの上着を盗もうとしてタケシと出会い、姉を助けられたことで打ち解ける。さくらの死後孤児となり、その身を案じたタケシから日本に一緒に来るよう持ちかけられるも、一人マカオに残ることを決意する。パチンコが武器で、タケシのピンチを度々救った。第4 - 7話に登場。
北村刑事
演 - 長島寛
堀田の大学のころの友人で、城西署捜査課の刑事。堀田と共に死ね死ね団の存在を知る。死ね死ね団と銃撃戦の際に負傷し、手術に成功するも直後容態が急変、タケシに「がんばれ」と言い残し息を引き取った。第9 - 11話に登場。
松前 源吉
演 - 木田三千雄
引退した腕利きの製版工で、死ね死ね団のM作戦のために偽札原版作りの技術者として誘拐された。どんな拷問にも屈しなかったが、孫のマー坊を人質にとられ、やむを得ず偽札作りに協力してしまう。しかし良心の呵責により偽札工場を爆破し、源吉自身も犠牲となった。
タケシは源吉が爆破したとは知らず、「名も知らぬ正義の人」が実行したと思って感謝する。その後も、タケシが真実を知ることはなく、ミスターKもレインボーマンの仕業と勘違いしていた。くにという名の妻がいる。第14 - 21話に登場。
マー坊
演 - 梶浩昭
どんぐり園の園児で、源吉の孫。泣き虫で甘えん坊な性格。第38話で、死ね死ね団の仕掛けた爆破装置の爆発に巻き込まれ死亡した。
大臣
演 - 野口元夫
第20話で初登場。第22話ではレインボーマンの直訴に応じて死ね死ね団のM作戦に苦しむ国民に食料を無償で配給した。さらに39話ではレインボーマンの警告を聞き入れて都民に避難を呼び掛けた。
中道 辰雄
演 - 久野四郎
たみや正造の知人で、中道工務店を経営している。子煩悩な性格で、娘の八重を可愛がっている。第21話では空腹に泣く八重のためにパンを盗もうとし、第33話や第51話では死ね死ね団のテロに逃げ惑った。第22話にも登場。
ダリンジャー
演 - オスマン・ユセフ
超大国アリシア連邦の大統領補佐官。戦時中は情報部で活躍し、今も歴代大統領の黒幕と言われる大物である。死ね死ね団のテロ活動で、治安が悪化した日本を調査するために組織された委員会の代表として来日した。死ね死ね団に命を狙われるも、レインボーマンに助けられて彼を信用し、協力した。射撃の腕前はかなりのものである。第34 - 39話に登場。
竜二、明美
演 - 朝倉隆、演 - 森るみ子
タケシが九州に行く途上で知り合った新婚夫婦。フェリー内でサイボーグとなったダイアナとロリータを目撃したが、タケシの機転で助けられた。ギターを弾くのが得意。都内のアパートに住んでおり、後にタケシと再会する。なお、竜二の職業は自動車の修理工。竜二は50話でミスターKによって人間サイボーグにされてしまうが、レインボーマンの解毒の術で元に戻る。第42、第43、第50話に登場。

### その他
カリモス
演 - 中村哲
マカオから来た「金のためなら何でもやる」スカウトマンで、覆面レスラーを連れて日本人レスラーを探していた。タケシのレスラーとしての素質に注目してスカウトしたが、本当の目的は死ね死ね団の殺人ショーの見世物となる日本人を探すことだった。死ね死ね団の存在をタケシに言おうとしたため、ミスターKによって射殺された。第3 - 4話に登場。
川島医師
演 - 松本朝夫
松尾精神病院の医師。死ね死ね団と結託しており、キャッツアイを飲んだタケシを完全な狂人にするため、電気ショックなどの処置を行い狂人に堕とすが、ヨガの眠りで復活したレインボーマンの前にはなす術はなく、口封じのためにダイアナに銃殺された。第10 - 11話に登場。
ナレーター
声 - 納谷悟朗

## レインボーマンの能力
日本人青年ヤマトタケシと聖者ダイバ・ダッタの魂が合体して生まれた愛の戦士であるレインボーマンは、七つの化身に変身し、様々な超能力を駆使して、平和のために戦う。変身時の呪文は「あのくたら さんみゃく さんぼだい 」を三唱した後、「レインボー・ダッシュ・○○（化身の名前）!」と叫ぶ。化身の名前は、世界を構成する陰陽五行の木・火・土・金・水に日（太陽）と月を加えた七曜に基づき、ダッシュ1 - 7までの順序は、月曜日から日曜日までの曜日の並びと同じである。
ヨガの眠り
レインボーマン最大の弱点で、力を使い果たすと身体が勝手に座禅を組みだし、やがて全身が石化し仮死状態になる。姿もタケシに戻ってしまう。全エネルギー回復にかかる時間はきっかり5時間。石のように全身が硬化するが、決して防御力があるわけではなく、銃弾や凶器を向けられたらひとたまりもない。この完全無防備な状態で5時間もの間身動きが取れないので、危険な状態のまま晒されてしまうことになる。仮死状態さながら呼吸も停止しているらしく、水中でもヨガの眠りが可能。また第47話ではロリータとDAC兵士の追跡を受ける中で一旦ダッシュ4に変身した後、木遁の術で森の中の木に同化しヨガの眠りを行っている。

### ダッシュ7
ダッシュ7は太陽の化身で、初登場は第1話。タケシが初めて化身したのは第2話。様々な超能力を使うレインボーマンの本体。太陽をエネルギーとする攻撃技を体得している。カラーリングは白地に赤の襷がけで、物語の世界観と相まって「日本」の国旗をイメージさせるものとなっている。額には金色のサンランプが備わる。念をぶつけて相手を倒す「遠当ての術」や、相手の動きを止める「不動金縛りの術」などの多彩な術を誇る。
- デザイン上、目元が露出していることもあって、ほとんどの場合タケシ役の水谷本人がそのままダッシュ7を演じていた[3]。デザインを担当した岡迫亘弘は、原作者の川内康範から観音様のイメージと伝えられていた[9]。
- 放送当時の玩具変身サイボーグではレインボーマン日輪の名称で発売された[16]。

レインボー合体の術（レインボークロス）
物語後半に出てくる技。本体であるダッシュ7の姿のままで、そのほかの化身の2種類までの能力を掛け合わせることができる。その際に、額のサンランプがその2つの化身の色と掛け合わされた模様となる。この技の登場後も、ダッシュ1・5・6は単体で登場した。この技は苦悩するタケシの前に現れたダイバ・ダッタの魂がタケシに伝授したものであるが、そのときダイバ・ダッタがタケシに見せた「レインボー合体の術の手本」は、残り6つの化身すべてと合体し、額のサンランプには同心円状に全化身の色が入るというものだった。
レインボーフラッシュ
両手から放つエネルギー光線。頻繁に使用された。
遠当ての術
両手から念を放ち、念力で敵を倒す。頻繁に使用された。
サンランプ
額のサンランプから熱線を放つ。第3クール以降、必殺技として多用された。
太陽の剣
サンランプの突起物を引き抜くと現れる、金色の剣。2本出現させて、二刀流で戦うことが多い。これを使用した二刀流必殺技レインボー剣の舞はゴッドイグアナを倒している。手裏剣に用いることもある。
太陽フラッシュ
死ね死ね団の高性能攻撃機ダッカーに対抗して、レインボーマンが第33話で編み出した必殺技。サンランプが吸収した太陽エネルギーを、交叉した太陽の剣でビームに変換して放つ強力光線。隙が少なく、威力も高い。
飛行能力
飛行する。主に移動のために使用し、戦闘時にはダッシュ5で使用することが多い。虹の玉のような状態になることも多い。その場で浮遊することも可能。
バリヤー
第4話で初登場。前方にバリヤーを張り、敵の攻撃を防ぐ。弾丸、炎、ガルマブルーなどを防いだ。中盤以降は使われなくなる。
念力バリヤー
第23話で初登場。自分の周囲をバリヤーで包み込む。箱型タイプとカプセル状タイプがある。他人にかけることも可能で、人命救助に使用することが多い。
不動金縛りの術
敵に念を送り、一定時間動きを停止させる。主に退却のために使用された。
煙投の術
目くらましの術。第12話で使用。脚本では、土の化身が放つ予定だった。
雷光の術
雨と嵐を呼び、一点に稲妻を落とす。両手を結んで呪文を唱えなくても使える。十字架に張り付けられ、ヘリコプターに吊るされた際、脱出のために使用された。
念力移動の術
念力で大岩を動かし、敵の攻撃を岩で防ぐ。エルバンダの電撃を防いだ。別名・念動力の術。
空中七段蹴り
7人の敵に連続で飛び蹴りを決める。第26話で死ね死ね団員たちに使用。
真空竜巻の術
巨大な竜巻を引き起こす、レインボーマン最大の技。第34話で死ね死ね団が東京湾に引き起こした大津波を、全ての力を振り絞って食い止めた。第48話では再生能力を持つミイラシスターの体を吹き飛ばして倒した。
太陽スパーク
瞬間移動。第39話で、オルガとロリータの攻撃から退却するために使用。ただし画面上では、単なる目くらましのようにも見える。
雷光の剣
太陽の剣に雷のエネルギーを融合させ、剣を炎に包んで斬りつける。ドクロマンを倒した。
不動心の術
一種の自己催眠。イグアナの分身化け猫に惑わされないように自分にかけた。
解毒の術
「オンタタギャトードハンパヤソワカ」と唱えながら、自分または他人の体から毒を取り除く。サイボーグ化された吉岡と竜二の体から、ボーグαを取り除いた。毒ガスを吸ったヤマト一郎の救助に使用したこともあるが、この時は気合を入れるだけで除去に成功している。
鳥よび・虫よせの術（本編未使用）
鳥や虫を呼び寄せる。多くの媒体で紹介されているが、本編でも漫画でも使用されなかった。
千里眼の術（本編未使用）
放送当時の文献で、登場予定の技として紹介されていた技。
テレパシーの術（本編未使用）
放送当時の文献で、登場予定の技として紹介されていた技。
漫画版での技
白熱化
全身のエネルギーを放出して、自身を小型の太陽と化す大技。その熱エネルギーは、ダムの水を数瞬で沸騰、蒸発させるほど。
黒い太陽の化身
タケシが、レインボーマンの能力を最大限に高めた際にのみ化身できる究極の化身。全身が真っ黒になり、太陽とは逆の力、すなわち全てを凍結させることができる。その効果は、噴火寸前の火山のマグマを一瞬で完全に凍らせるほど強力である。

### ダッシュ1
ダッシュ1は月の化身。第9話で初登場。ヨガの体術を極めた化身。緑のヤツデの葉に黄金の三日月をあしらった額のエンブレムに赤い縁のサングラスを身に付けたような姿。全体のカラーリングは黄色地に赤の襷がけで、頭部以外のデザインはダッシュ7に似ている。目の部分が明確に設定されている化身もダッシュ1と7だけである。何者もその体を貫くことができず、第12話で、落とし穴に仕掛けてあった剣山に背中から落ちても傷つかなかった。全ての関節をはずし、狭い通路などを通り抜けることができる「蛇変化の術」、風雨を操り稲妻を落とす「天地稲妻落とし」などを使う。出番はダッシュ4の次に少ない。
- デザイン画では、頭の周囲を取り囲む「月桂冠」であった。

蛇変化の術
全身の関節を外し、自分の頭ほどの大きさの通路を通り抜ける術。何かに捕まえられていても逃れられる。第9話、13話、51話で使用。
解毒の術
第12話で使用。麻薬キャッツアイに侵された淑江の体から、口移しで毒を吸い出し、体外に放出した。
天地稲妻落とし
雷雲から稲妻を呼び、敵の近くに落とす。電気人間エルバンダの近くにある木を倒した。この技をダッシュ1が使用したのは第21話のみである。
脳天稲妻落とし
雷雲を呼び、敵の頭上に落雷を集中させる超必殺技。第21話でエルバンダを倒した。
浮遊能力
その場に浮遊する。第12話では剣山の上から垂直に浮遊し、第51話では蛇変化したまま浮遊した。
雷雲呼び（名称不明）
晴れた昼間に雷雲を呼び出し、周りを夜のように真っ暗にする。天地稲妻落とし、脳天稲妻落としを使用するために第21話で使用。
指から光線（名称不明）
指先から光線を放つ。第12話で死ね死ね団アジトの配電盤を破壊した。
月を雲で隠す（本編未使用）
放送当時の文献で、登場予定の技として紹介されていた技。夜の戦闘で、月が明るいときは雲で月を隠して辺りを真っ暗にすることが可能。

### ダッシュ2
ダッシュ2は炎の化身。明るい橙色の体色に「火」の字をモチーフにした模様が描かれ、額には燃え立つ炎と銀色の剣を組み合わせた形状のエンブレムを持つ。第2話でダイバ・ダッタが化身し初登場。タケシが初めて化身したのは第4話。高熱火炎を放射する「火炎の術」を使う。本編では、「火炎の術」以外の攻撃技が登場しなかった上に敵に破られたり効かないことが多く、初めて使用した第4話の鉄牢からの脱出時と、ジェノバードを一度撃退した時以外はほとんど役に立っていない。時速200kmで疾走可能という設定がありながらも本編では活かされなかった。しかし、火炎の術の能力は、レインボークロス形態においては、パワーアップした劇的な効果を見せて使用されている。出番の多さは5番目。
火炎の術
両手からバーナー状の炎を放射する。鉄格子の檻を溶かす威力がある。頻繁に使用されたが、敵に破られることが多かった。
空中浮遊
第4話で、ダッシュ7の空中浮遊状態を引き継いだ。
高速疾走（本編未使用）
炎が走るが如く時速200kmで地上を疾走することが可能。

### ダッシュ3
ダッシュ3は水の化身。青と黒のカラーリングで、額には黒い王冠のようなエンブレムを持つ。第2話で初登場。タケシが本編内で最初に変身した化身で、インドでの修行中にダイバ・ダッタが変身したダッシュ2が発した火炎の術を消火した。あらゆる液体を自在に操り、両手から高圧水流を放つ「水冷砲の術」などを使う。水中戦に強いが、探知能力は無いらしく、海草爆弾を見逃し、タンカー爆破を許してしまったことがある。主に消火のために使用されることが多かった。出番は4番目に多い。
水冷砲の術
水をぶつける技。両手の間から水を噴射するタイプと、念動力で水を巻き上げるタイプがある。主に消火に使用された。前者は、一部では「噴流霊砲の術」と呼ばれている。
飛行能力
第30話でダッシュ5の飛行状態を引き継ぐ形で使用された。ダッカーの追跡をかわし、海に飛び込んだ。
雨を呼ぶ術（本編未使用）
放送当時の文献で、登場予定の技として紹介されていた技。晴れた日でも自由に雨を呼べる。
水を竜巻状にして火を包む術（本編未使用）
放送当時の文献で、登場予定の技として紹介されていた技。水冷砲の術とは少し違う。
漫画版での技
深海水圧の術
水中で敵の周辺に強力な水圧を掛けて圧殺する技。
昇竜竜巻の術
水中で高速回転し、竜巻を起して敵を吸い上げる技。

### ダッシュ4
ダッシュ4は草木（そうもく）の化身。草木のような濃い緑色のカラーリングに、4枚の葉を組み合わせたようなエンブレムを額に持つ。第6話で初登場。木、林、森、山を使い、風や音、超音波を操る「木霊叩き」、松の葉で攻撃する「松葉手裏剣」、「木の葉嵐の術」による目くらましや木遁の術など、忍者のような技を得意とする。出番は全化身中最も少ない。
- 岡迫は忍者のイメージに川内からの月桂樹という意見を取り入れてデザインした[9]。

木霊叩き
近くの木を叩き、その音を数倍に反響させて超音波に変え、敵の鼓膜を破壊する。
つむじ風の術
両手指先からつむじ風を放出し、敵を吹き飛ばす。第6話で死ね死ね団員たちに使用。
松葉手裏剣
風を起こして松葉を大量に飛ばし、敵に突き刺す。第6話で死ね死ね団員たちに使用。
木遁の術
体を木や岩に同化させて姿を隠す。対ジェノバード戦で使用されたが、敵のガス弾を喰らって技を解いてしまった。
木の葉嵐
木の葉を旋風に乗せ、相手に叩きつける。ジェノバード、イグアナに使用。
木の葉と同化（名称不明）
第38話で使用。スーパーニトロン爆弾の爆風から逃れるため、飛行状態のダッシュ7が咄嗟にダッシュ4に化身し、木の葉のように空中を漂った。
草を波のように動かす術（本編未使用）
放送当時の文献で、登場予定の技として紹介されていた技。草を波のように動かし、敵の足元をぐらつかせる。
漫画版での技
木霊しばりの術
蔓状の木を操り、敵を縛り付ける技。

### ダッシュ5
ダッシュ5は黄金の化身全身金色のシンプルなカラーリングで、額のエンブレムと胸から肩のデザインはエルドラドの黄金のコンドルのイメージ。第5話で初登場。天空を飛び回っての空中戦を得意とし、破壊光線を放つ「光」をイメージした化身。全身を光らせて目をくらませる「ゴールドフラッシュ」を使う。
番組後半、出番が多くなり、ダッシュ7の次に出番が多い化身となった。一部書籍などでは「鷹の化身」という別名が紹介されている。漫画版では敵の殺人光線の直撃にも耐え得る、防御力の強い「鉱物」としての能力を有する化身であるという描写も見られる。
レインボーフラッシュ
両手から放つエネルギー光線。ダッシュ7と共通の技で、頻繁に使用された。「フラッシュ」と呼ばれることもある。
ゴールドフラッシュ
身体全体を光らせて敵の目をくらます。第5話で初使用。第49話ではゴッド・イグアナを老婆に戻した。
飛行能力
飛行する。ダッシュ7でも飛行は可能だが、空中戦ではダッシュ5で使用することが多かった。初期企画書の段階では、ダッシュ5が飛行すると「七彩の珠」になる予定だった。
落雷の術
第43話でロリータに使用したが、効かなかった。
天地稲妻落とし
第45話で死ね死ね団の地下秘密基地を暴くために使用した。
銀蝶乱舞の術（本編未使用）
銀色の紙をまき散らして敵の電波を妨害する。一部の文献で、ダッシュ5の2大必殺技の一つとして紹介されたが本編では使用されず、放送当時の「少年マガジン」に連載されていた小島利明の漫画で使用された。
大回転キリモミ（本編未使用）
厚さ40ミリの扉を、回転しながら突き破る。一部の文献で、ダッシュ5の2大必殺技の一つとして紹介されたが本編では使用されず、放送当時の「少年マガジン」に連載されていた小島利明の漫画で使用された。
ゴールデン・チョップ（本編未使用）
一部の文献で紹介された技。相手の骨格を一撃で粉砕する。
風を起こす術（本編未使用）
一部の文献で紹介された技。風を起こす。
手のヒレで切り裂く（本編未使用）
一部の文献で紹介された技。手のヒレで何でも切れる。

### ダッシュ6
ダッシュ6は土の化身。第8話で初登場。頭部にエンブレムがなく、全身が茶色と黒の迷彩服のようなまだら模様というほかの化身とはイメージが異なるデザインである。体を高速回転させて地中を掘り進む「疾風土煙火の術」や、小さな地震を発生させる「地雷震の術」など効果的な技が多く、出番はダッシュ7，5に次いで多かった。土と影を利用した攻防能力に長け、本来は影を利用して地を行くという設定だった。地底戦車モグラートの登場により、第3クールから出番が多くなる。頭部のカラーリングには初期では目の周りにあった黒い輪が、3クール以降では目の上に来るといった差異が見られる。
- デザインは当時流行していたサイケデリック調を取り入れている[9]。岡迫はダッシュ6のデザインが最も試行錯誤したが、川内からは気に入られたと述べている[9]。

疾風土煙火の術
体をドリルのように高速回転させて地中に潜る。主に緊急回避のために使用される。初登場の第8話のみ、使用時のポーズが違う。潜った後、敵の足元から手を出して、敵を地中に引きずり込むことも可能で、この戦法でフドラを倒している。
地雷震の術
念力で小型地震とともに地割れを起こす。戦闘のほかに、時限爆弾の処理にも使用された。
解毒の術
「オンタタギャトードハンパヤソワカ」と唱えながら、自分の体から毒を取り除く。地中に潜ってから使用することが多い。
天地雷同の術（本編未使用）
地雷震の強化版で、ダム全体の地面を割る威力がある。一部の文献で、ダッシュ6の2大必殺技の一つとして紹介されたが本編では使用されず、放送当時の「少年マガジン」に連載されていた小島利明の漫画で使用された。文献での紹介では「砂嵐を起こして、敵をうずめさせる」とある。2大必殺技のもう片方は「地雷神（「震」の誤植）の術」である。
かげがくれの術（本編未使用）
放送当時の文献で、登場予定の技として紹介されていた技。影を利用して姿を隠す。
土煙、竜巻を起こす（本編未使用）
一部の文献で紹介された技。

### レインボークロス
第44話でサイボーグ化したダイアナとキャシーの同時攻撃（アベック作戦）に敵わなかったことで、新たな技を模索していた。7つの化身の技を同時に使えればと考えていたタケシは、ヨガの眠りの中でダイバ・ダッタから合体の術を授けられた。これによりダッシュ7の状態で他の6つの化身の技が使用できるようにパワーアップした。しかし、これが逆にレインボーマンの7変化の個性を殺してしまい、ダッシュ7以外の登場の機会が大きく減少することになり、視聴者からの反応はあまり好ましくなかった。タケシはダッシュ7の状態で他の2つの化身と融合することが可能になったが、ダイバ・ダッタがタケシに見せた時は全7つの化身との同時融合だった。レインボークロスによって生み出された超能力、合体技は下記の通り。ダッシュ1 - 4同士が組み合わされたことは一度もなく、必ずダッシュ5または6との組み合わせとなっている。
火炎の術（ダッシュ2 + ダッシュ5）
ダッシュ2の「火炎の術」の強化版。第44話ではサイボーグダイアナを焼き払い、第45話では死ね死ね団の秘密基地のドアを焼き壊した。
水冷砲の術（ダッシュ3 + ダッシュ6）
ダッシュ3の「水冷砲の術」の強化版。ゴッド・イグアナの火炎砲に対抗した。
木霊叩き（ダッシュ4 + ダッシュ6）
ダッシュ4の「木霊叩き」の強化版。聴覚だけが頼りのバッドシスターの鼓膜を破った。
木遁の術（ダッシュ4 + ダッシュ6）
ダッシュ4の「木遁の術」の強化版。体を木に同化させて姿を隠し、さらにその状態でヨガの眠りに入った。
地雷震の術（ダッシュ3 + ダッシュ6）
ダッシュ6の「地雷震の術」の強化版。ゴッド・イグアナの魔法ゾーンを打ち破った。
疾風土煙火の術（ダッシュ4 + ダッシュ6、ダッシュ2 + ダッシュ6）
ダッシュ6の「疾風土煙火の術」と変わらない。ダッシュ4 + ダッシュ6のものはバッドシスターを地中に引きずり込もうとしたが失敗した。
天地稲妻落とし（ダッシュ1 + ダッシュ5）
「天地稲妻落とし」の強化版。雷を操る術を持ったダッシュ1、5、7の合体であるため、威力絶大。
火炎火走りの術（ダッシュ2 + ダッシュ6）
炎の輪の中を火傷せずに走り抜ける。
闇時雨の術（ダッシュ3 + ダッシュ6）
暗雲・雨雲を呼び敵に集中豪雨を降らせて翻弄する。第48話でバイク・ロリータ号に乗る者たちに使用。
烈風の術（ダッシュ3 + ダッシュ5）
九州のサイボーグ基地で、キャシーとの最終決戦で使用した。
岩隠れの術（ダッシュ4 + ダッシュ6）
岩に化ける。第45話で使用したが、岩から目を覗かせたために、怯えたDACに攻撃された。
矢状手裏剣（名称不明）（ダッシュ4 + ダッシュ6）
サンランプの突起を引き抜いて投げつける。第45話でDACに対し、木の上から使用。
ナイフ形手裏剣（名称不明）（ダッシュ3 + ダッシュ5）
第45話で使用、キャシーの両眼を貫いたほか、ドクターボーグの腹に投げ込んだ。
レインボー光返し（ダッシュ3 + ダッシュ5）
両腕を十字に組んで、敵の光線を反射する。両眼に手裏剣が刺さったキャシーのアイビームを跳ね返して倒した。
地中から太陽の剣を連続投擲（名称不明）（ダッシュ2 + ダッシュ6）
疾風土煙火の術で地中に潜った後、地中から太陽の剣を2本ずつ、次々と投げつけてDACを倒し、一気に地上に飛び上がった。

## 死ね死ね団
本編における悪の組織たる秘密結社。初登場は第4話。
日本のみならず世界的な規模を誇り、マカオやアフリカなどにも拠点を構え、近代兵器である戦闘機や潜水艦なども保有している。第14話で行われたレインボーマンに倒された団員の合同葬儀での犠牲者数は324名であり、このことから膨大な数の構成員が存在しているのがうかがえる。
漫画では東南アジア系、とりわけフィリピン出身者を中心に構成されているとされるが、映像化作品では国籍不明の出身者による構成と設定を変えている。戦争中に被占領地で日本軍の虐待を受け、以後日本と日本人に徹底的に憎悪を抱くようになったと自称するリーダーの下、日本の解体と日本人殲滅を目的として結成された組織である。謎の人物ミスターKを首領とし、ダイアナ、ミッチーなどの女性幹部、秘密研究所で鍛えられた殺人プロフェッショナルたちが所属、メンバーのことごとくが日本を憎悪罵倒し、日本の脅威を唱えている。
人間の精神を破壊して狂気にする薬・キャッツアイによる社会混乱や、攻撃機ダッカーでの空爆などを仕掛けるも、ことごとくレインボーマンに阻まれ、やがては日本人撲滅ではなくレインボーマンの抹殺を至上命令とするようになった。
この他にも、宗教団体御多福会（）を通じて大量の偽札をばらまく「M作戦」により日本経済をハイパーインフレの大混乱に陥れ経済破綻を目指す、あるいは地底戦車モグラートによる人工地震と人工津波により日本の国際的信用と国際競争力を失墜させ孤立させるなど、直接的な破壊行為に留まらず経済的・外交的な観点から社会の基盤を揺るがそうという現実感のある作戦が行われた。
ミスターK
演 - 平田昭彦
秘密結社「死ね死ね団」のリーダー的人物。本名・国籍・経歴などは一切不明で、白髪・黒い服に黒いサングラスという容姿の謎の男。時折作中で日本人に変装することがあった。
第二次大戦中に家族を日本軍に殺害され、さらに自分も日本人に虐待されたため、日本と日本人を憎悪しており、地上から消し去ろうと企んでいる。
作戦に失敗した男性幹部を処刑装置でほかの隊員の目の前で処刑したり、男性DAC隊員に爆弾を持たせ、レインボーマンに近付いたところを狙撃・爆破したりなど、部下に対しても冷酷非情である。しかし、第14話でレインボーマンとの戦いで命を落としていった団員に哀悼の意を表するといった慈悲深い面も時折、見せている。女性幹部に対しては一度下した死刑宣告を取り消すことが多々あるなど、相当甘い面もある。
変装術に長けており、堂々とタケシの前に現れたこともあった。普段は冷静沈着だが、ことが自分の思い通りにならない時は、ヒステリックになりがちである。ヤマト一郎との決闘で左腕を失い、以後はレーザー光線銃を内蔵する鉤状の義手となっている。第49話における戦闘時には覆面を着用して戦った。最終回で逃亡したことが判明し、死ね死ね団は壊滅していない。
- ネーミング設定は、原作者の川内の頭文字から取ったもの（Kawauchi）。メインライターの伊東恒久が半ば冗談でプロットに書いたものが、そのまま正式設定として通ってしまった。

女性幹部
現場で直接作戦を指揮するタイプ、ミスターKの秘書と役割は様々であるが、いずれもミスターKの側近的存在。
互いに激しいライバル心を燃やしているが、作戦遂行にあたっての結束は固い。ミスターKの信任も厚く、たびたびの作戦失敗にも処刑をまぬがれ、大半が終盤までレインボーマンとの死闘を繰り広げた。
本来は特殊能力を持たない生身の人間であったが、第40話以降サイボーグとなってレインボーマンと対決する。
ダイアナ
演 - 山吹まゆみ
第4話から登場。古株の女性幹部。覆面団員たちを指揮している。キャッツアイを配布するため、自ら街頭に立ってキャッツアイ入りの飲み物を配ったり、地底戦車モグラートの工場主任となったりした。冷徹な性格のうえ、非常にヒステリックである。最後はサイボーグとなってレインボーマンに挑むも、太陽の剣が首に命中して爆死した。
- 第12話では別人が声を吹き替えている。

サイボーグダイアナ
ドクター・ボーグの手でサイボーグ化されたダイアナ。両手から光線を発し、さらに踵に取り付けられたノズルで飛行可能。また、強化改造を受けた際に＋の5000ボルトの電流を発する放電装置を取り付けられ、－の電流を放つキャシーと連携して戦ったこともある。ほかに油を噴射する銃を持ち、最後の戦いの時には全身から熱エネルギーを発して特攻を仕掛けていた。第42 - 46話に登場。
ミッチー
演 - 三枝美恵子
ミスターKの秘書で連絡係の女性幹部。第4話から登場。ほとんどの登場シーンが、マイクに向かって喋っている場面かミスターKの側にいる場面である。海堡基地の爆発に巻き込まれたらしく、第26話を最後に姿を見せなくなる。
キャシー
演 - 高樹蓉子
第12話から登場した女性幹部。同話ではみゆきをさらった。また、戦闘機・ダッカーの製作を指揮していたこともある。なにかとダイアナと張り合うことが多く、また、ダイアナ同様ヒステリックな性格のため、部下からヒステリー女と揶揄されたこともある。頭髪はカツラであり、本当はスキンヘッドである（第32話で判明）。最初にサイボーグとなりレインボーマンを苦しめるも、ボーグ工場での戦いの際にアイビームを跳ね返されて爆死してしまった。
サイボーグキャシー
ドクター・ボーグの手による人間サイボーグ第1号。太陽の剣でも傷つけられない金属のボディとなり、目からアイビームという光線を発射し、右手には小さなナイフを仕込み、左足のつま先には銃身が内蔵されている。またダイアナ同様踵のロケットで空も飛べる。強化改造後は手から－の電流と熱線も放てるようになった。なお、本人は自分がサイボーグとなってしまったことを悲しんでおり、黒い機械油の涙を流したこともある。第40 - 45話に登場。
オルガ
演 - 藤山律子
ミッチーの後任の秘書。バイクの運転が得意で、太陽フラッシュと同等の威力がある光線銃を武器に使う。初登場時では、ミスターKの娘に変装していた。人間複写装置を使って淑江に変装して接近し、タケシ暗殺を謀ったこともある。また、失敗が続いたため、一度処刑されかかったこともあるが、ロリータのとりなしでことなきを得た。48話では、ほかの女性幹部の復讐に燃え、自らに人間をサイボーグ化する薬・ボーグαを投与してサイボーグとなりレインボーマンに挑むが、太陽フラッシュにより敗れ去った。第28話より登場。
サイボーグオルガ
オルガが、先立っていった同僚たちの仇討ちのために、手持ちの最後のボーグαを自分の首筋に撃ち込んでサイボーグ化した姿。鬼面のような顔となり、両眼や手からは光線を放つ。また、サイボーグ加速で素早く移動できる。第48話に登場。
ロリータ
演 - 皆川妙子
アフリカ基地からバゴラという黒人を連れて来た女性幹部。一振りであらゆる物を真っ二つに切り裂く殺人フルーレの使い手で、幹部の中では最も戦いが得意。オルガとコンビを組むことが多かった。後にサイボーグとなる。
実はキャシー同様カツラであり、地毛は天然パーマ状の髪をしている（第32話で判明）。最後はレインボーマンを探していたところをバッドシスターに攻撃され、これを倒すもゴッドイグアナの悪魔の矢を受けて絶命してしまう。第32話より登場。
サイボーグロリータ
ドクター・ボーグにサイボーグにされたロリータ。両目からアイビーム、腕から電撃を撃ち、左手は三連装の銃、右手は分離・発射することができる。また、殺人フルーレも使用した。ゴッドイグアナの分身であるバッドシスターを倒している。第42 - 47話に登場。
男性幹部
死ね死ね団員を指揮して作戦行動の前線に立つ中堅幹部。一般の死ね死ね団員と同じテンガロンハット・覆面姿。「メイジャー」は英語の少佐(Major)から。
メイジャーアル
キャッツアイ作戦に従事する男性幹部。キャッツアイ作戦実行に必要なキャッツアイの輸送を命じられるが、レインボーマンによって大半のキャッツアイが灰燼に帰してしまったために、その責任を問われて粛清された。第7 - 11話に登場。
メイジャーブル
キャッツアイ作戦に従事する男性幹部。アルが粛清された後、残ったキャッツアイを用いて作戦を行うように命じられた。13話でヨガの眠りに入ったタケシの捜索に失敗して不動金縛りの術をうけたところをミスターKに処刑された。第7 - 13話に登場。
メイジャーチル
キャッツアイ作戦に従事する男性幹部。13話ではブルとともにヨガの眠りに入ったタケシを捜索していたが失敗。不動金縛りの術をうけたところをブル共々ミスターKに処刑された。第7 - 13話に登場。
メイジャーボルト
M作戦に従事する男性幹部。M作戦の要である偽札工場の責任者を務めていた。製版工の松前源吉を脅迫して偽札を作らせ、日本にインフレを引き起こした。しかし、最終的に源吉に工場を爆破され、その爆発で死亡した。第14 - 21話に登場。
ドクター・ボーグ
演 - 長沢大
アフリカ基地から来た科学者。九州のサイボーグ工場の責任者となる。戦時中に日本軍の軍医に妻を殺されたことから日本人に強い憎しみを抱いている。一定時間だけ人間をサイボーグ化する薬・ボーグαを開発した。女性幹部たち（キャシー・ダイアナ・ロリータ）をサイボーグに改造したのも彼である。ボーグαの効力延長を図るが、研究の途中でレインボーマンの遠当ての術で倒され、怨みの言葉を遺して工場と共に自爆した。第40 - 46話に登場。
グルド博士
演 - エンベル・アルデンバイ
死ね死ね団アフリカ西海岸秘密研究所の殺人部長。レインボーマンの能力を研究していた。前述の殺人プロフェッショナルを仕立てあげた人物でもある。また、後にヤマト一郎を日本へ移送させた。その後の動向は不明。第14、第22話に登場。
マリンダ
演 - 水野マリア
アフリカ基地からヤマト一郎を護送してきた女性暗殺者。ミスターKがアフリカ基地に殺人プロフェッショナルを2名つけろと命じて派遣されてきた。かなりの破壊力を誇る拳銃とロープを放って相手を束縛する拳銃を使用する。レインボーマンを暗殺しようとし、相棒のノーマ亡き後もタケシを付け狙うが、ダッシュ5のレインボーフラッシュを浴びて果てた。第22 - 24話に登場。
ノーマ
演 - メイ・ジュン
マリンダの相棒を務める女の殺し屋。マシンガンと剣を武器として使う。最後はレインボーマンにマシンガンを奪われ、剣で戦おうとしたが遠当ての術で敗れ去った。第22 - 23話に登場。
パゴラ
演 - チコ・ローランド
アフリカ基地からロリータとともにやってきた殺し屋。人間複写装置の故障が原因で凶悪な改造人間となる。恐るべき怪力と強靭な身体を持ち、ダッシュ5のレインボーフラッシュもダッシュ2の高熱火炎も通じずレインボーマンを苦戦させた。しかし弱点である目を太陽の剣で刺されたため絶命した。第32話に登場。
ドクロマン
死ね死ね団に金で雇われ、アフリカ基地から派遣されてきたブードゥーの妖術師。ミスターKの命令で、ゴッドイグアナ討伐に向かった。ゴッドイグアナからは、「若造」「三流妖術師」呼ばわりされていたが、ゴッドイグアナと互角の妖力を持っていた。剣の使い手であり、剣先から放電したり、蝿に化けることも可能（そのため、Kに蝿の妖術師などと言われている）。最後はゴッドイグアナとの戦いの最中に、突如乱入してきたレインボーマンに攻撃され、ダッシュ7の雷光の剣の前に敗北。第49 - 50話に登場。
カマキリ男
ボーグαを用いたサイボーグが次々失敗に終わり、ミスターKが自ら無差別にボーグαを市民に撃ち込んで数多くのサイボーグを作りだした。その時に偶然にもカマキリと重ねてボーグαを農夫に撃ち込んだことで人間とカマキリが融合して誕生した異形のサイボーグ。
両手に持ったハサミ状の鎌を武器とし、ゴッドイグアナと協力してレインボーマンに立ち向い、ゴッドイグアナの作り出した魔法ゾーンの中で戦うが、太陽フラッシュを浴びて死亡した。第50 - 51話に登場。
死ね死ね団員
日本人を憎み、日本人を撲滅しようとする死ね死ね団の構成員。緑のスーツと白のタートルネックシャツに身を包み、組織のマークを象ったペンダントを付けている。
男性団員は幹部も含めて全員が同じマスクとテンガロンハットを被っている。ベルトのバックルは引き抜くと剣になり、さらに白塗りの拳銃で武装している。ほかにも、マシンガンやボーガン、ナイフなどを装備している者もいる。いわゆる戦闘員的存在だが、DAC登場以後は彼らがレインボーマンと戦うようになり、出番は減少していった。
女性団員は幹部も一般の団員も素顔のままである。また制服姿（基本デザインは男性団員と共通しているがスカートを着用）のほか、私服で活動する場合も多い。

### 殺人プロフェッショナル
初期はイグアナ、エルバンダを含む7人がレインボーマンの7種の超能力に対抗すべくアフリカから派遣されてきた。
うち5人は棺の中からその奇怪な姿を現す。棺には、中で眠っている殺人プロのイニシャル(F、G、H、I、J、L)が刻まれている。
- フドラ、ガルマ、ジェノバードの造形は、予算の都合で全身の着ぐるみの製作が叶わず、市販品の化け物ゴムマスクをそのまま使用した[20]。

イグアナ
演 - 塩沢とき
アフリカ基地から来たアマゾンの魔女。レインボーマンを倒すための殺人プロフェッショナルチーム・レインボー暗殺部隊のリーダー。不気味な魔術を駆使してレインボーマンを苦しめた。人間の血が好物で、光が弱点。最期は、レインボーマンと徹夜の死闘を繰り広げ、ヨガの眠りについたタケシを殺そうとした時に、背後から昇ってきた朝日を浴び絶命した。当初、掲載誌の記事で復活がほのめかされていたが塩沢のスケジュールの関係から叶わず、新キャラクター・ゴッドイグアナが新たに設定された。第14 - 25話に登場。
化け猫
イグアナの飼い猫が魔力によって変身した彼女の分身体。夜陰に乗じてタケシを襲った。目を光らせて相手に猫の目催眠をかけることができる。遠当ての術をことごとくかわすなど非常に俊敏で、鋭い爪を武器としている。最後は不動金縛りの術を受けて元の黒猫に戻り、イグアナのところへ逃げ帰ってしまった。24話に登場。
フドラ
毒薬から毒蛇まで、あらゆる毒を使う毒殺のプロ。口から人間を即死させる猛毒針、右手からエネルギーを吸い取る毒が塗られた毒糸を放つほか、毒蛇、毒蜘蛛、蠍を操りナイフや鎌も使用する。ダッシュ6に地中に引きずり込まれて最期を遂げる。第14 - 15話に登場。
ガルマ
「人間ポンプ」の異名を持ち、 火炎放射ガルマファイヤーと、人間を白骨化する溶解液ガルマブルーが武器。攻撃力は高いが、レインボーマンのジャンプを見て「かっこいいなぁ」と呟いたり、不動金縛りの術に2度もかかってイグアナにも呆れられるなど間抜けな性格。それが災いして殺人プロでは唯一レインボーマンに有効打を与えられず、最後はダッシュ7に腹を破られ、自身の炎と溶解液によって白骨となり死亡した。第15 - 16話に登場。
ヘロデニア3世
演 - 江見俊太郎
シルクハットに黒マントで現れる。自身の戦闘能力は低いが、怪物ヘドロンを操っており、ヘドロンのガスで敵を石化させてしまう。かなりの自信家。レインボーフラッシュで傷つき、その後少しレインボーマンと戦った末に死亡した。第17話に登場。
ヘドロン
ヘロデニア3世が壺から召喚する人間大のアメーバのような不滅の力を有する怪生物。触れた人間を化石にし、さらにレインボーマンの術を吸収して大きくなるという厄介な敵。弱点は煙から粘り気のある個体に変わるまでにエネルギー充填の時間を要すること。最終的に3体現れるが、ヘロデニア3世の死と共に術が解けて全て消滅した。第17話に登場。
アイスリー
「白夜の魔女」と呼ばれる3つの目をもち、氷結攻撃を得意とする魔女。頭部の一本角から吹雪を噴出したり、氷の剣で相手を凍結したりする。「星っ子」と呼ばれる口のきけない少女に変身し、南朝貴族の隠れ里に潜んでいた。最後はダッシュ5のフラッシュを浴びて倒された。第17 - 18話に登場。
星っ子
演 - 斉藤理花
星空の夜に、南朝貴族の隠れ里にやって来た（そのために星っ子と呼ばれている）という口のきけない少女。よく一人で毬をついて遊んでいる。里の人々に育てて貰っていたが、その正体はタケシを監視していたアイスリーだった。第17 - 18話に登場。
ジェノバード
マントにつけた麻酔ガス弾とナイフを武器とし、空転ムササビ殺法という身軽な体術を駆使する殺人プロ。マントを使って滑空することも可能。レインボーマンとの戦いでは分身して戦ったが、足音で本体を見破られ、遠当ての術の直撃をうけて爆死した。第18 - 19話に登場。
エルバンダ
演 - 大月ウルフ
魔女イグアナの実の息子。電流人間（）の異名を持つ。電気を食べて体内に蓄積、エネルギーとし、両手の先端についた電極を接触させることによって、電撃を放つことができる。また、円盤状の物体に変形して火花を散らしながら飛行することも可能。蹴られて川に突き落とされ、背負った自分のバッテリーで自らが感電してしまうなど間抜けなところもあるが、レインボーマンを電気リングで拘束するなど強敵である。
かなりのマザコンで口癖は「はいママ」。頭もあまり良くない。最期は、皮肉にもダッシュ1の脳天稲妻落としを喰らって感電死してしまった。第20 - 21話に登場。

ゴッドイグアナ
演 - 曽我町子
「アフリカの古い魔女」と呼ばれる、イグアナの母。外見的には娘・イグアナと同年輩のような容姿をしているが実際はかなりの老女。人間の生き血を吸うことで若い姿を保っており定期的に血を補給しなかったり、光を浴びると急激に老化する。また、暗闇の魔法ゾーンに相手を引き込んで戦う。
イグアナの仇討ちをして蘇らせるためにタケシの血を狙っており、登場当初は娘の死の一因となった死ね死ね団とも敵対し、レインボーマンと死ね死ね団との三つ巴の様相を呈していたが、終盤にはレインボーマンを倒すという共通の利益のために死ね死ね団とは互いに利用し合う（共闘を提案したゴッドイグアナに対して、ミスターKはだまし討ちでボーグαを撃ちこんだ。しかしゴッドイグアナは、Kの知らないところで自らの手でボーグαを引き抜き、粉々に吹き飛ばし、その後はサイボーグとしてKに忠誠を誓っているふうを装った）。
自らの血液からバッドシスター、ミイラシスターといった分身を生みだし、レインボーマンへの刺客として差し向けた。分身が傷つくと自分も傷つく。最後は、自身とレインボーマンとの戦いの最中、傷を負ったレインボーマンが流す血を必死で集めていたところを太陽の剣で倒された。第40 - 52話に登場。
バッドシスター
「光を知らぬコウモリの魔女」と呼ばれるコウモリの能力を持った魔女。盲目であるため、レインボーマンの光の技が効かない。音を頼りにして空を飛び、さらに草木を枯らす黄色いガスを口から吐き、マントから放つ毒針を武器に戦う。レインボーマンによって地中に引きずり込まれそうになったときには、自ら足首を切断、逃げ延びた。レインボーマンだけでなく、サイボーグとなったロリータにも襲い掛かるが、返り討ちにされてしまった。第46 - 47話に登場。マスクは、ジェノバードのものを、髪をパーマにするなど手を加えて流用している。
ミイラシスター
ピエロの姿で登場したが、その正体は全身を包帯でぐるぐる巻きにしたミイラ。ナイフと左拳から噴き出す黒煙で戦う。また、指先から毒ガスを噴射したり空中を浮遊したりする能力を持つ。命のない身体なので、剣で刺しても手応えがなく、攻撃が効かない強敵だったが、真空竜巻の術で体を粉々に吹き飛ばされて倒された。第48話に登場。

### 御多福会
死ね死ね団がM作戦用に設立した新興宗教団体。お多福の面を崇める。本拠地の参覚寺の他、日本各地に支部を持つ。メンバーは全員女性で、巫女装束をまとってお多福の面を被っている。
信者に御守りと称して偽札を配り、日本にハイパーインフレを起こしたが、レインボーマンが政府に働きかけて警察が調査に動き出すと同時に、ミスターKは御多福会の破棄を決定。全支部が証拠隠滅のために炎上して壊滅した。
御多福第一〇七号
演 - 若原初子
松前源吉の妻・くにが通っていた御多福会江東支部の支部長を務める女性で、お多福の面を被っている。信者たちに大量の偽札をばら撒くが、タケシに怪しまれてしまったために責任をとらされ処刑されてしまった。第15、第16話に登場。
クィーン
演 - レナッタ・ヘラルド
御多福の女王を名乗っているブロンド髪の女性。殺人プロフェッショナルのジェノバードとの会話から、幹部クラスの地位にある模様。普段はお多福の面を被っている。気位がかなり高く、どのような時でも威張り散らしている。
御多福会の本部・参覚寺に乱入してきたレインボーマンに機銃掃射で応戦するが及ばず、証拠を隠滅するために本部とともに自爆して果てた。第17 - 19話に登場。

### DAC
DACとはDevil Armed Combat unit（悪魔武装戦隊）の略称。レインボーマン抹殺とテロ遂行のために結成された精鋭部隊であり、耐火性に優れた黒い軍服とベレー帽を制服として着用している。ありとあらゆる武器や機器を装備し、ガードシルバー（遠当ての術も跳ね返す金属片）や専用戦闘機・ダッカーといった特殊な兵器も有している。また、スパイ活動も行っており、多数が人間複写装置を使って日本人になりすまし、日本に潜入している。戦闘のプロフェッショナルだけに、登場当初はレインボーマンも苦戦を強いられていた。28話より登場。
- ダッカーのミニチュアは、『サンダーバード』に登場するサンダーバード1号のプラモデルを改造したものである[24]。アニメーション監督の庵野秀明は、「どう見てもサンダーバード1号にしか見えなかった」と評している[24]。

ダック・ワン
演 - 山内明
DACの隊長。レインボーマン暗殺を任務とする。切り替えによって強力な弾丸や毒針を放てる特殊なマシンガンを使う。結局レインボーマンを取り逃がしてしまい、部下を銃殺してその鬱憤を晴らしていた。第29 - 30話に登場。
デビラー
演 - 村山憲三
DACの指揮官。レインボーマンを処刑しようとしたがその寸前でダイバ・ダッタの放った落雷を浴びてしまう。しかし生き残り、死ね死ね団の残党を率いて国際平和会議を襲撃した。その際にレインボーマンと戦うも敗れ、死ね死ね団の旗の上で息絶えた。事実上劇中でレインボーマンと戦った最後の敵である。第52話に登場。

## スタッフ
- 原作：川内康範
- 企画：衛藤公彦
- プロデューサー：片岡政義(NET)・野口光一（東宝）
- 監督：山田健・長野卓・砂原博泰・六鹿英雄・児玉進
- 脚本：伊東恒久・尾中洋一・吉原幸栄・田村多津夫・加瀬高之
- 音楽：北原じゅん
- 特撮監督：有川貞昌
- 撮影：田島文雄
- 照明：大野晨一
- 美術：儘田敏雄
- 整音：坂田通俊
- 助監督：六鹿英雄、増子正美
- 編集：平木康雄
- 操演：中代文雄
- 連絡担当：高木敏行
- ユニットマネージャー：久東晃
- 衣裳：京都衣裳
- 音響効果：伊藤克己（石田サウンドプロ）
- 現像：東京現像所
- 制作担当者：小林晋貮
- 擬斗：宇仁貫三・安川勝人
- 協力：国際放映・愛プロ・萬年社
- 制作：NET・東宝株式会社

## 主題歌
ワーナー・パイオニアより発売
オープニングテーマ - 「行けレインボーマン」
作詞 - 川内康範 / 作曲 - 北原じゅん / 歌 - 安永憲自、ヤング・フレッシュ
当時劇団若草に所属していた安永憲自（水島裕）はこの歌で芸能界デビューをした。アニメ版では「水島裕」名義で歌っている。
レコード用音源にはテレビサイズでは省略されている掛け声が入っている。
テレビサイズのアレンジは第1話とそれ以降ではわずかに異なっている（第1話では前奏がなく後奏があり、それ以降はその逆）。
1987年ごろ、アサヒコーポレーションの学童向け運動靴「3×ε」（サザンサザン）のCMにて、明石家さんまが同曲の替え歌を歌っていた。
本曲を含めた本作品の歌曲には「カヴァーバージョンは存在しない」と『特撮ヒーロー大全集』（講談社・1988年）の167頁に誤った記述があるが、実際には当時の混載LPの大半に本作品の歌曲のカヴァーが収録されている。
エンディングテーマ
「ヤマトタケシの歌」（1話 - 13話）
作詞 - 川内康範 / 作曲 - 北原じゅん / 歌 - 安永憲自
手にした力を正義のために役立てねばならない宿命と、一人の人間としての世俗的な幸福の狭間で苦悩するタケシの心情が生々しく歌われる。
九州ロケ編の第43話で、劇中タケシ（水谷邦久）が、タイアップ先のホテルのステージショーでこの歌を熱唱するシーンがあった。
「あいつの名前はレインボーマン」（14話 - ）
作詞 - 川内康範 / 作曲 - 北原じゅん / 歌 - キャッツアイズ、ヤング・フレッシュ
レインボーマンの敵側からの視点で、強敵であるあいつ（＝レインボーマン）を倒せと歌っている。
挿入歌 - 「死ね死ね団のテーマ」
作詞 - 川内康範 / 作曲 - 北原じゅん / 歌 - キャッツアイズ、ヤング・フレッシュ
日本人に対する憎しみをストレートに打ち出した歌詞と、「死ね」のフレーズが延々とリフレインされる死ね死ね団のテーマ曲。アレンジは16ビートのファンクをベースとしており、ブラスセクションが特徴。また、中盤からは16ビートでクイーカ（ブラジル音楽などで使われるリズム楽器）の音を流し続けており、独特の雰囲気を醸し出す。歌詞は男女混声コーラスによって歌われている。
なお、矢堀孝一(g)など、現在の有名若手ジャズ・ミュージシャンらのセッションバンドTV Jazzにより、「死ね死ね団のテーマ」が取り上げられ、彼らのCDアルバム『TV Jazz Seven』（SubConscious SUB-1009）に収録されている。

## 放映リスト
参照宇宙船SPECIAL 1998, p. 135
| 放送日         | 話数 | サブタイトル               | 脚本                | 監督     |
| -------------- | ---- | -------------------------- | ------------------- | -------- |
| 1972年 10月6日 | 1    | 奇蹟の聖者                 | 伊東恒久            | 山田健   |
| 10月13日       | 2    | レインボーマン誕生         | 伊東恒久            | 長野卓   |
| 10月20日       | 3    | レインボー・ダッシュ・7    | 伊東恒久            | 長野卓   |
| 10月27日       | 4    | マカオの殺人ショウ         | 伊東恒久            | 山田健   |
| 11月3日        | 5    | 死ね死ね団の陰謀           | 伊東恒久            | 山田健   |
| 11月10日       | 6    | 魔の5時間がきた！          | 伊東恒久            | 長野卓   |
| 11月17日       | 7    | キャッツアイ作戦上陸す     | 伊東恒久            | 長野卓   |
| 11月24日       | 8    | ひとりぼっちの戦い         | 伊東恒久            | 山田健   |
| 12月1日        | 9    | タケシを狂わせろ           | 伊東恒久            | 山田健   |
| 12月8日        | 10   | やつらを殺せ！             | 伊東恒久            | 長野卓   |
| 12月15日       | 11   | 罠をかけろ！               | 伊東恒久            | 長野卓   |
| 12月22日       | 12   | 危機一発!!                 | 尾中洋一            | 山田健   |
| 12月29日       | 13   | レインボー大作戦           | 伊東恒久            | 山田健   |
| 1973年 1月5日  | 14   | 恐怖のM作戦                | 伊東恒久            | 長野卓   |
| 1月12日        | 15   | 殺人プロフェッショナル     | 伊東恒久            | 長野卓   |
| 1月19日        | 16   | 殺人プロ ガルマの復讐      | 伊東恒久 吉原幸栄   | 砂原博泰 |
| 1月26日        | 17   | 妖術・人間化石!!           | 尾中洋一            | 山田健   |
| 2月2日         | 18   | 星っ子大変化               | 伊東恒久            | 山田健   |
| 2月9日         | 19   | 空転！ムササビ殺法         | 伊東恒久            | 長野卓   |
| 2月16日        | 20   | M作戦をぶっ飛ばせ!!        | 伊東恒久            | 長野卓   |
| 2月23日        | 21   | 電流人間をやっつけろ!!     | 伊東恒久            | 山田健   |
| 3月2日         | 22   | 一億人を救え!!             | 伊東恒久            | 砂原博泰 |
| 3月9日         | 23   | 奴らの基地はあれだ!!       | 伊東恒久            | 長野卓   |
| 3月16日        | 24   | 男の約束                   | 伊東恒久            | 長野卓   |
| 3月23日        | 25   | 朝陽に魔女は消えた         | 伊東恒久            | 山田健   |
| 3月30日        | 26   | 秘密基地大爆発!!           | 伊東恒久            | 山田健   |
| 4月6日         | 27   | 甦った死ね死ね団           | 田村多津夫          | 長野卓   |
| 4月13日        | 28   | 地底戦車モグラートを探せ！ | 田村多津夫          | 長野卓   |
| 4月20日        | 29   | 悪魔の戦隊DAC              | 伊東恒久            | 山田健   |
| 4月27日        | 30   | モグラート大破壊作戦       | 伊東恒久            | 山田健   |
| 5月4日         | 31   | 恐怖の連続爆破             | 加瀬高之            | 六鹿英雄 |
| 5月11日        | 32   | 改造人間パゴラ             | 加瀬高之            | 六鹿英雄 |
| 5月18日        | 33   | ダッカー飛行隊出撃せよ！   | 伊東恒久            | 砂原博泰 |
| 5月25日        | 34   | 真空竜巻の術               | 田村多津夫          | 砂原博泰 |
| 6月1日         | 35   | 姿なき黒い手               | 田村多津夫          | 山田健   |
| 6月8日         | 36   | 恋人は暗殺者               | 加瀬高之            | 山田健   |
| 6月15日        | 37   | Xゾーン破壊命令!!          | 伊東恒久            | 六鹿英雄 |
| 6月22日        | 38   | A.B.C.Dライン大爆発        | 田村多津夫          | 砂原博泰 |
| 6月29日        | 39   | 首都東京最後の日           | 伊東恒久            | 山田健   |
| 7月6日         | 40   | ダイアモンド略奪作戦       | 田村多津夫          | 六鹿英雄 |
| 7月13日        | 41   | サイボーグ1号との戦い      | 伊東恒久            | 六鹿英雄 |
| 7月20日        | 42   | 追跡1000キロ！             | 田村多津夫          | 山田健   |
| 7月27日        | 43   | 太陽とみどりに誓う！       | 田村多津夫          | 山田健   |
| 8月3日         | 44   | レインボー合体の術         | 伊東恒久            | 六鹿英雄 |
| 8月10日        | 45   | ドクター・ボーグの執念     | 伊東恒久 田村多津夫 | 六鹿英雄 |
| 8月17日        | 46   | サイボーグ奴隷部隊         | 田村多津夫          | 山田健   |
| 8月24日        | 47   | 黒い星は呪いのマーク       | 伊東恒久            | 山田健   |
| 8月31日        | 48   | 鬼面の決斗                 | 田村多津夫          | 砂原博泰 |
| 9月7日         | 49   | 燃えろ！大勝負             | 伊東恒久            | 砂原博泰 |
| 9月14日        | 50   | 狂った銃弾！               | 田村多津夫          | 児玉進   |
| 9月21日        | 51   | 使命の十字架               | 伊東恒久            | 六鹿英雄 |
| 9月28日        | 52   | 虹に翔ける愛の戦士         | 田村多津夫          | 山田健   |

## 放送局
| 放送地域       | 放送局           | 放送時間                                                                      | 備考                          |
| -------------- | ---------------- | ----------------------------------------------------------------------------- | ----------------------------- |
| 関東広域圏     | NETテレビ        | 金曜 19:30 - 20:00                                                            | キー局 現・テレビ朝日         |
| 北海道         | 北海道テレビ     | 金曜 19:30 - 20:00                                                            |                               |
| 青森県         | 青森テレビ       | 水曜 19:00 - 19:30                                                            |                               |
| 岩手県         | 岩手放送         | 火曜 18:00 - 18:30                                                            |                               |
| 秋田県         | 秋田放送         | 日曜 10:30 - 11:00                                                            |                               |
| 山形県         | 山形テレビ       | 月曜 18:00 - 18:30                                                            |                               |
| 宮城県         | 宮城テレビ       | 木曜 18:00 - 18:30 (1973年3月まで) 水曜 18:00 - 18:30 (1973年4月より)         |                               |
| 福島県         | 福島中央テレビ   | 日曜 10:30 - 11:00（第25話まで） 日曜 11:00 - 11:30（第26話より）             |                               |
| 新潟県         | 新潟放送         | 木曜 18:00 - 18:30（1973年9月まで） 金曜 17:30 - 18:00（1973年10月より）      |                               |
| 山梨県         | 山梨放送         | 金曜 18:00 - 18:30                                                            |                               |
| 長野県         | 信越放送         | 木曜 17:30 - 18:00（1972年10月時点） 木曜 17:20 - 17:50（1973年2月・9月時点） |                               |
| 静岡県         | テレビ静岡       |                                                                               | 1975年に放送                  |
| 富山県         | 北日本放送       | 月曜 - 金曜 7:15 - 7:42                                                       | 本放送終了後の1974年に放送。  |
| 石川県         | 石川テレビ       | 水曜 18:00 - 18:30                                                            |                               |
| 福井県         | 福井放送         |                                                                               |                               |
| 中京広域圏     | 中京テレビ       | 金曜 19:30 - 20:00                                                            | 1972年10月6日 - 1973年3月30日 |
| 中京広域圏     | 名古屋テレビ     | 金曜 19:30 - 20:00                                                            | 1973年4月4日 - 1973年9月28日  |
| 近畿広域圏     | 毎日放送         | 金曜 19:30 - 20:00                                                            |                               |
| 鳥取県・島根県 | 日本海テレビ     | 金曜 18:00 - 18:30                                                            |                               |
| 岡山県         | 岡山放送         | 木曜 18:00 - 18:30                                                            | 1973年2月1日放送開始          |
| 広島県         | 広島ホームテレビ | 金曜 19:30 - 20:00                                                            |                               |
| 山口県         | 山口放送         | 水曜 18:00 - 18:30                                                            |                               |
| 徳島県         | 四国放送         |                                                                               |                               |
| 香川県         | 瀬戸内海放送     | 金曜 19:30 - 20:00                                                            |                               |
| 愛媛県         | 南海放送         | 木曜 18:00 - 18:30                                                            |                               |
| 高知県         | テレビ高知       | 水曜 17:15 - 17:45（1973年2月時点） 水曜 16:30 - 17:00（1973年10月時点）      | 1973年2月7日放送開始          |
| 福岡県         | 九州朝日放送     | 金曜 19:30 - 20:00                                                            |                               |
| 長崎県         | 長崎放送         |                                                                               |                               |
| 熊本県         | テレビ熊本       | 金曜 17:30 - 18:00（1973年2月時点） 月曜 17:30 - 18:00（1973年7月時点）       |                               |
| 大分県         | 大分放送         |                                                                               |                               |
| 宮崎県         | テレビ宮崎       | 月曜 19:00 - 19:30（1973年6月まで） 火曜 17:30 - 18:00（1973年7月より）       |                               |
| 鹿児島県       | 南日本放送       | 月曜 18:00 - 18:30                                                            |                               |
| 沖縄県         | 琉球放送         | 月曜 16:30 - 17:00（1973年2月時点） 土曜 18:00 - 18:30（1973年10月時点）      |                               |

## 映画
レインボーマン 殺人プロフェショナル（1973年8月1日公開）
「東宝チャンピオンまつり」内で第15話のブローアップ版が上映された。上映時間は24分。
併映は、『怪獣島の決戦 ゴジラの息子』（再映）『ウルトラマンタロウ』『科学忍者隊ガッチャマン』『山ねずみロッキーチャック』『おもちゃ屋ケンちゃん』の5本。

## 漫画
- 講談社
  - 週刊少年マガジン（作画：小島利明）
  - テレビマガジン 1972年10月号 - 1973年10月号（作画：あだち充）
  - おともだち 1972年11月号 - 1973年1月号（作画：あだち充）
- 黒崎出版
  - テレビランド 1973年3月号 - 9月号（作画：菅野誠）
- 秋田書店
  - 冒険王 1973年8月号 - 10月号（作画：小畑しゅんじ）

これらのうち、小島利明版の内容がテレビ版（特撮版）に最も近いが、「キャッツアイ編」まではテレビ版と同じものの、その後はオリジナルの展開となっていき、最後は秘密兵器「バクテリアX」をレインボーマンの活躍で浴びせられ、構成員が全て（テレビ版では逃亡したミスターKも）死んで終わりとなるというものだった。
小島利明版は講談社コミックス(KC)として、テレビ放映中だった1973年7月から10月にかけて全4巻が順次刊行された。その後、1990年12月に全2巻に再構成され、大都社から再刊された（絶版）。大都社版はカバー&総扉の描きおろしのみならず、連載時に予告スペースとなっていた部分に新たにコマを描き足している。KCの復刻版は、コミックパークのオンデマンド出版にて全4巻で入手できる。あだち充版は復刻の希望が出ているが、あだち自身が反対しているため、実現の可能性は低い。あだち版は『テレビマガジン70's ヒーロー創世期メモリアル』（講談社・1998年）の124頁に、『テレビマガジン』1973年6月号掲載分の全15頁が縮小して再録されたほか、数点の扉ページが掲載されていた。また、『Season's album - あだち充イラスト集』に当時のカラーイラストが1枚だけ収録されている。

## 映像ソフト
- DVDは2001年9月21日から同年10月25日に東宝ビデオより発売[52]。全4巻で各巻13話収録。2巻ずつ同時発売。
- 2016年1月20日に「東宝DVD名作セレクション」の第6弾として単巻のDVDが全8巻で発売[2]。

## パチンコ
2008年11月にSANKYOよりCRフィーバー愛の戦士レインボーマン'70としてパチンコ化されることが発表され同年12月に全国のパチンコ店に設置された。なお演出・キャラは全てCGにて新たに製作されており、テレビ作品映像は使用されていない。
- 『Rフィーバー愛の戦士レインボーマン'70』（2008年） - SANKYO

## ドラマCD
2007年8月27日にモモグレから発売された。主題歌として谷山紀章が歌う「行けレインボーマン」を収録。
川内康範の「愛と正義の助っ人」ロマンシリーズ作品のドラマCD化の第3弾（第1･4弾は月光仮面、第2弾は七色仮面）。
- 出演者
  - ヤマト タケシ / レインボーマン - 関智一
  - 風間 大介 - 谷山紀章
  - 嵐 大樹 - 三木眞一郎
  - 雷神 - 中村悠一
  - 木霊 - 神谷浩史
  - ダイバ・ダッタ - 青野武
  - ナレーション - 石田彰